# Santo Pipó

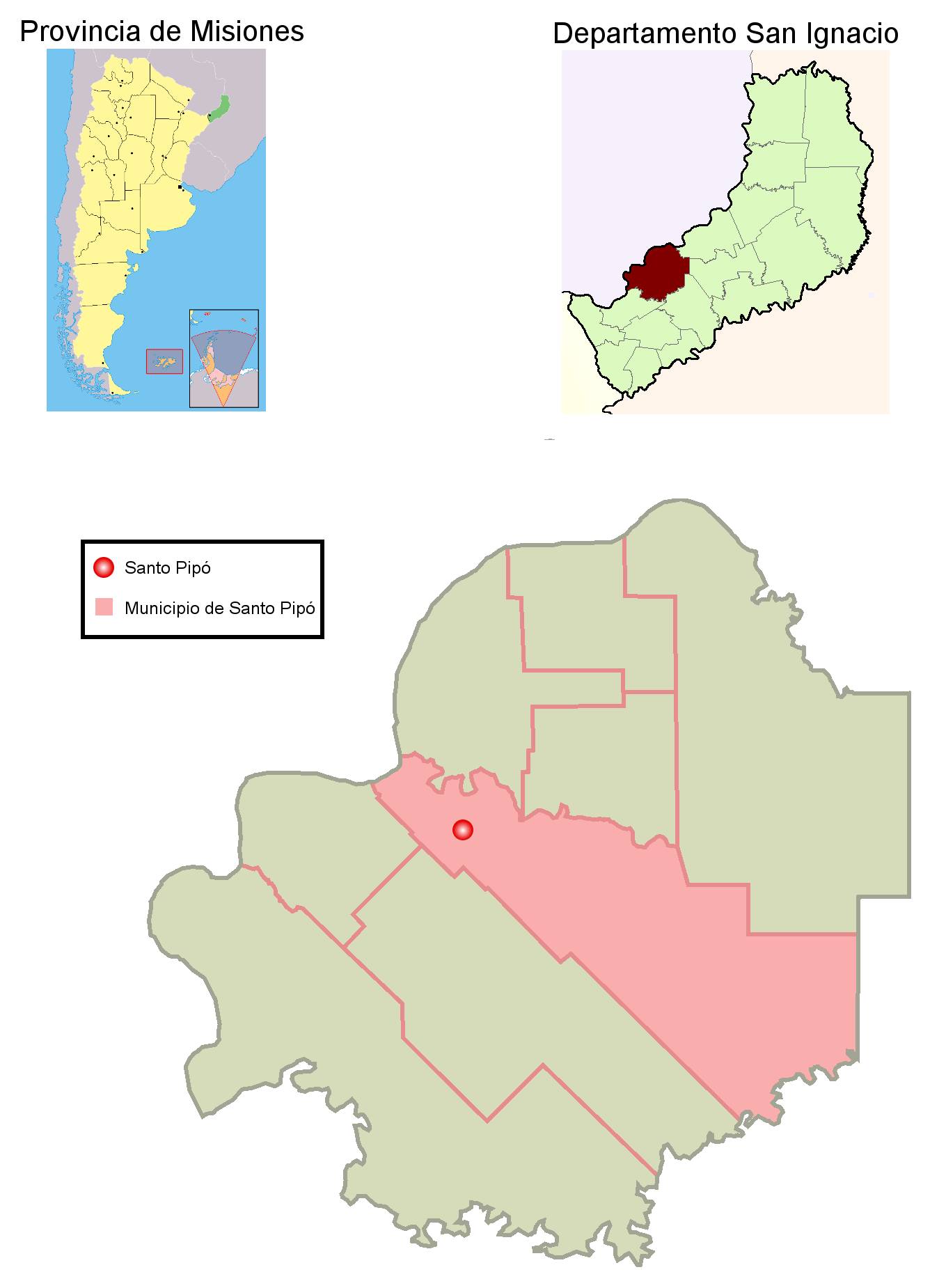
Municipio de Santo Pipó en departamento San Ignacio.

Santo Pipó es una localidad y municipio argentino de la provincia de Misiones ubicado dentro del departamento San Ignacio. Se halla a una latitud de 27° 07' Sur y a una longitud de 55° 24' Oeste.
Se encuentra a 5 kilómetros del río Paraná, sobre la ruta Nacional N.º 12 (asfaltada), la cual es su principal vía de comunicación. Esta ruta la une al sudoeste con Gobernador Roca y Posadas, y al norte con Hipólito Yrigoyen y Puerto Iguazú.

## Toponimia
Surge de la combinación del vocablo español "Santo" y de los términos guaraníes "Py" (en español, Pies) y "Po" (en español, Manos). Uniendo las tres palabras, su traducción aproximada es "Santo de pies y manos".
El motivo del enunciamiento de este término combinado, provino de una leyenda en la cual los indígenas guaraníes asentados en la zona, descubrieron en la desembocadura de un arroyo próximo al asentamiento, una roca que tenía grabados un pie y una mano, considerando a la misma como un objeto "sagrado" y atribuyendo las huellas encontradas en esa roca a un Santo desconocido. Por ende, la roca comenzó a ser llamada "Pui-po" (fonética en guaraní del término "Py-po", que en español se traduce como "pies y manos"). La llegada de los colonos a estas tierras, terminó por consolidar el término como nombre para el asentamiento, combinándolo con el español "Santo" y españolizando todo el topónimo como "Santo Pipó".

## Escudo
El escudo de Santo Pipó fue oficializado el 10 de marzo de 1998. En él se pueden ver algunos elementos característicos de la idiosincrasia e historia piposeña, como el mate, que es sinónimo de amistad; un edificio que representa las industrias en sus diferentes rubros: yerbatera, maderera y aceitera; pie y mano que en el idioma guaraní es pipo, es decir, el santo de manos y pies las cuales expresan el origen de nombre del municipio; la cruz, que representa a los antiguos jesuitas que habitaron en la zona; el mapa de Misiones, que indica la posición geográfica de Santo Pipó en el marco de la provincia; las ramas de yerba mate, que simbolizan la mayor fuente de sustento económico de la comuna, y, finalmente, las imprescindibles enseñas de Argentina y de Misiones.

## Historia

### Etapa Jesuítica
Aunque comúnmente se suele asociar el origen de Santo Pipó con el arribo de los colonos suizos a partir del año 1919, existe evidencia de actividades económicas y humanas mucho antes de este hecho. La colonización se llevó a cabo aprovechando como mano de obra a la población de origen criollo preexistente.
Con seguridad los primeros habitantes de la zona fueron los pueblos indígenas. Probablemente hayan sido guaraníes, de la parcialidad denominada “paráes” por los cronistas españoles, famosos por su belicosidad que hizo que una y otra vez las avanzadas militares de los conquistadores fueran rechazadas. Todos los grupos de la zona fueron “reducidos”, concentrados en el pueblo o misión de Corpus.
Pero los guaraníes no eran los únicos habitantes de la región. La zona se caracterizaba por ser una frontera étnica con otras parcialidades que no eran de origen tupí-guaraní sino kaingang. Se trataba de pueblos cazadores-recolectores, eran nómades, que los llevaba a trasladarse estacionalmente desde la zona de los pinares de San Pedro hasta las riberas del Tabay, llegando quizás también hasta la zona del Ñacanguazú.
El elemento geográfico más fácilmente identificable en la etapa jesuítica fue el arroyo Ñacanguazú; llamado según la época: Murará, Moricará, Caraguapé y Yacanguazú, lugar en el que terminaban las chacras de los indios de Corpus. Más allá solo había selva.
Hay evidencia de que en la desembocadura del Ñacanguazú existía en la época jesuítica un astillero donde se construían las embarcaciones.
La decadencia general de las Misiones, particularmente de Corpus, hicieron que las actividades económicas decayeran y las zona fuera ocupada solo por familias aisladas de guaraníes, criollos, mestizos e indígenas no reducidos.

### Los primeros emprendimientos económicos de la zona
Un importante viajero de la época fue Juan Queirel, quien se desempeñó como agrimensor en misiones, en 1897 publicó una obra para conocer el territorio misionero. Gracias a él sabemos de uno de los pioneros de la colonización de Santo Pipo, un poblador de apellido Fuentes Ortiz, que logró instalar un establecimiento de fabricación de aguardiente a partir del cultivo de caña de azúcar. La mano de obra la obtuvo a partir de la colaboración de indígenas de las Altas Misiones. Sin embargo, el emprendimiento decayó cuando Fuentes Ortiz enfermó, y finalmente los cañaverales se secaron. En 1883 Fuentes Ortiz terminó vendiendo la propiedad.
Diez años después se desarrolló otro emprendimiento de importancia en la desembocadura del Ñacanguazú. Juan Bautista Ambrosetti cuenta que a su paso por la zona en 1892 se estaba organizando un establecimiento maderero; cuando volvió a pasar por la zona dos años después en 1894, ya se hallaba en pleno funcionamiento un moderno aserradero, con una moderna tecnología. Según el testimonio de Ambrosetti, “el aserradero se halla bien instalado, posee un motor a vapor que hace mover todas las maquinarias, una colección de sierras sin fin y circulares, que en ese momento producían un ruido estridente al cortar la madera”.
Para la segunda década del siglo XX aparentemente ya no existía, pues Elías Niklison, delegado del ministerio del interior de la nación, que paso por la zona a inspeccionar los yerbales, no hace referencia alguna de este maderero. Niklison menciona otro emprendimiento convencional identificado como Pto Santo Pipo, este contaba con una picada principal, actual avenida San Martín.
Según Niklison, el obraje era explotado por los hermanos Damus. Según su testimonio, el obraje estaba poblado por 130 hombres, “todos bien tratados y alimentados”, ya que la cercanía a Posadas hacía que las condiciones de explotación laboral sean menos duras que los obrajes del norte.

### Frente Extractivo
Como también pasó en otros pueblos del Alto Paraná, antes de desarrollarse la colonización en Santo Pipó se desarrolló una intensa actividad económica, se dio a llamar Frente Extractivo. Para ello se recurrió a la mano de obra de origen criollo y mestizo, la cual era sometida a condiciones de explotación laboral. Era la época de los mensúes que sigue en parte desdibujada en la historia misionera.
Este frente extractivo se concentró en dos tipos de explotaciones: los yerbales naturales y la extracción de madera. En el puerto de Santo Pipo la actividad principal era la extracción de madera.

### Obraje Maderero
La extracción de la madera se realizaba en obrajes ubicados en las cercanías de los ríos, hacia los cuales convergían las picadas trazadas a punta de machete en la selva. La más importante era llamada picada maestra y hacia ella convergían todas las demás llamadas maestrillas. Dicha explotación era realizada por empresas en bosques propios o arrendados.
El lugar donde se ubicaba el puerto y hacia el que se dirigían las picadas debía contar con una población importante de cedros, y algún arroyo a orillas del cual se ubicaban las carrerías, es decir, los lugares donde se resguardaban las mulas y los bueyes utilizados para el traslado de la madera.
Las picadas maestras fueron, las células iniciales de los que hoy son importantes centros urbanos, como es el caso de Puerto Rico, Eldorado y Montecarlo. Su trazado se hacía con mucho cuidado sacando todas las raíces y limpiándolas cuidadosamente de malezas; su ancho era de cinco metros permitiendo el cómodo traslado de los rollos.
Quienes dirigían el trabajo eran los capataces, llamados capangas, los verdaderos protagonistas del trabajo del obraje eran los hacheros.
El hachero se trasladaba al lugar donde estaba el árbol que había que apear, lo miraba detenidamente y por la inclinación del tronco y disposición de las ramas determinaba de antemano donde caería una vez abatido.
Su primera tarea consistía en limpiar a machete alrededor del tronco, para poder trabajar con mayor libertad de movimientos y revolear el hacha sin obstáculos.
Una vez volteado el árbol, se procedía a labrarlo con hachas especiales hasta que tuviera cuatro caras planas, pasándose a denominar entonces viga. Estas eran trasladas hasta las costas por alzaprimas, carros con dos enormes ruedas que eran tiradas por bueyes o mulas. En algunos casos se utilizaba también un carro con cuatro ruedas, llamado cachapé, que podía trasladar varias vigas al mismo tiempo.
No se cortaba cualquier árbol: los que conformaban la exclusiva familia de las maderas de ley eran inicialmente cuatro especies: el cedro, el lapacho, el incienso y el petiribí. Luego se le sumaron otros como el timbó y el palo rosa, entre otros.
Una vez en el puerto, las vigas eran arrojadas al río y atadas entre sí para formar gigantescas balsas llamadas jangadas, para que la jangada no se hundiera se usaban troncos de boya, como los cedros.
Las jangadas grandes eran remolcadas por barcos a vapor, pero las pequeñas se movían por sí mismas, llevadas por la corriente y guiadas por un jangadero que viajaba en un bote. Las jangadas viajaban hasta los aserraderos ubicados río abajo, en Posadas o en algunos casos en Corrientes, Rosario y Buenos Aires. Para llegar hasta allí el obstáculo principal eran los saltos del Apipé. Para sortearlos la jangada era separada en varias balsas menores que se volvían a ensamblar una vez superados los rápidos.

### Características de la inmigración privada
La colonización privada se efectuó en tierras particulares adquiridas a ese efectuó por empresas privadas o capitalistas individuales, pero siempre bajo las formas jurídicas de compañías. Suponía chacras mucho mayores, con un promedio de cerca de 50 hectáreas, el doble de la oficial. Surgió en el alto Paraná y de allí descendió hacia el sur y centro y más al norte aún. Parte de una producción más fuertemente orientada hacia el mercado y cuenta con una mayor utilización de mano de obra asalariada y superior tecnología.La forma de asentamiento típica de la colonización privada fue el sistema Waldhufendorf o lineal. En las colonias privadas surgió y se desarrolló el sistema cooperativo misionero. En la colonización privada se produjeron los escasos sucesos conflictivos que registra la historia provincial.

### La Colonización Suiza
El conocimiento del negocio de la yerba atrajo a Eugenio Lagier, un suizo francés que se instaló en Candelaria y desde allí proyecto con su vecino Luciano Leiva la Colonia de Santo Pipó.
Para ese entonces, Santo Pipó era un obraje destinado a la extracción de madera de ley, con una población obrera de unos 130 hombres, en tanto que San Ignacio se destacaba por las yerbas de cultivo, tal como informó José Elías Niklison en su visita que realizó a Alto Paraná en el año 1914.
En 1919 Eugenio Lagier organizó una expedición a Santo Pipó, los acompañaron sus hijos Enrique y Roberto, de 14 y 13 años respectivamente, el preceptor de los muchachos Profesor Bois y algunos acompañantes más. 
Las tierras de Santo Pipó formaban parte de los “campos de Roca de Misiones”, y le correspondían a María Teodosia Roca de Watson, conocida como “La Pequeña” por ser la hija menor de Rudecindo Roca.
Como Lagier era extranjero, fue su amigo Leiva quien adquirió las tierras al ser colonizadas, de allí que una parte de Santo Pipo fue denominada Colonia Leiva y otra Colonia La Pequeña.
La colonia fue fraccionada en lotes de 100 hectáreas, lo que evidencia que se planificaron propiedades de tamaño mediano-grande, sobre todo si se tiene en cuenta que en ese entonces el promedio de una chacra en otras colonizaciones era de 25 hectáreas.
En 1920 llegaron los primeros suizo, Rodolfo y Pablo Hasselbach, Víctor Schopfer, Juan Bugnión, Yitting-Lecaultre, Chambrier Alejandro y Gaques, Guillermo Haene, Aurelio y Alfonso Menique. Lamentablemente en 1921 fallece don Luciano Leiva por lo que suponemos que Lagier siguió solo con esta empresa.
Desde el año 1924 la colonia comenzó a tomar impulso aumentando el número de colonos con la llegada de varios suizos entre ellos Marcos Borel, Juan Cueno, Miguel Haller, Andrés Bugnion, Juan de Giacomini, Juan Gissberger.
Los colonos trajeron capital suficiente para dar impulso a la formación de una comunidad dedicada especialmente al cultivo de la yerba mate.
En el año 1926 se creó un destacamento de policía a cargo del agente Miguel Gruber. El destacamento estaba ubicado en el lote 10. Ese mismo año también se creó la estafeta de correos de la nación. 
En 1927, Alejandro de Chambrier, Juan Girsberger, Adolfo Mousson fundaron la “Sociedad Comercial de Santo Pipo” (en adelante SOCO), la que funcionó como una banca local y se dedicó a la venta de bienes de consumo (funcionó hasta fines de la década de 1980). En un comienzo esta sociedad se denominó “Almacenes Unidos Bugnion Chambrier, Fitting, Lecoultre y Cía.”. El 22 de marzo del mismo año se creó la escuela n°140 a cargo del maestro Rodolfo M Romero.
El 3 de mayo de 1928 se creó la comisión de fomento, la que tuvo como primera misión encargarse de los caminos vecinales. Fueron nombrados sus miembros los señores Víctor Schopfer, Alfonso Menique, Rodolfo Haselbach, Marcos Borel y Gualterio Gessner, quienes debían desempeñar el cargo con carácter “Ad Honorem”. Estos jóvenes colonos que llegaban con bríos a iniciar su chacra, no dudaron y se comprometieron a organizar Santo Pipo.
Se fijó la jurisdicción de fomento en 8000 hectáreas, comprendiendo en dicha extensión la colonia, la parte entre el arroyo Ñacanguazu y la colonia a continuación de los lotes 35, 36,37.
En el año 1933 se celebra el 25 de mayo en la Escuela n.° 214 de reciente creación, bajo la dirección de la señorita María Scher.
En el año 1957, específicamente el 15 de octubre, se municipalizó el pueblo de Santo Pipó.

## Producción

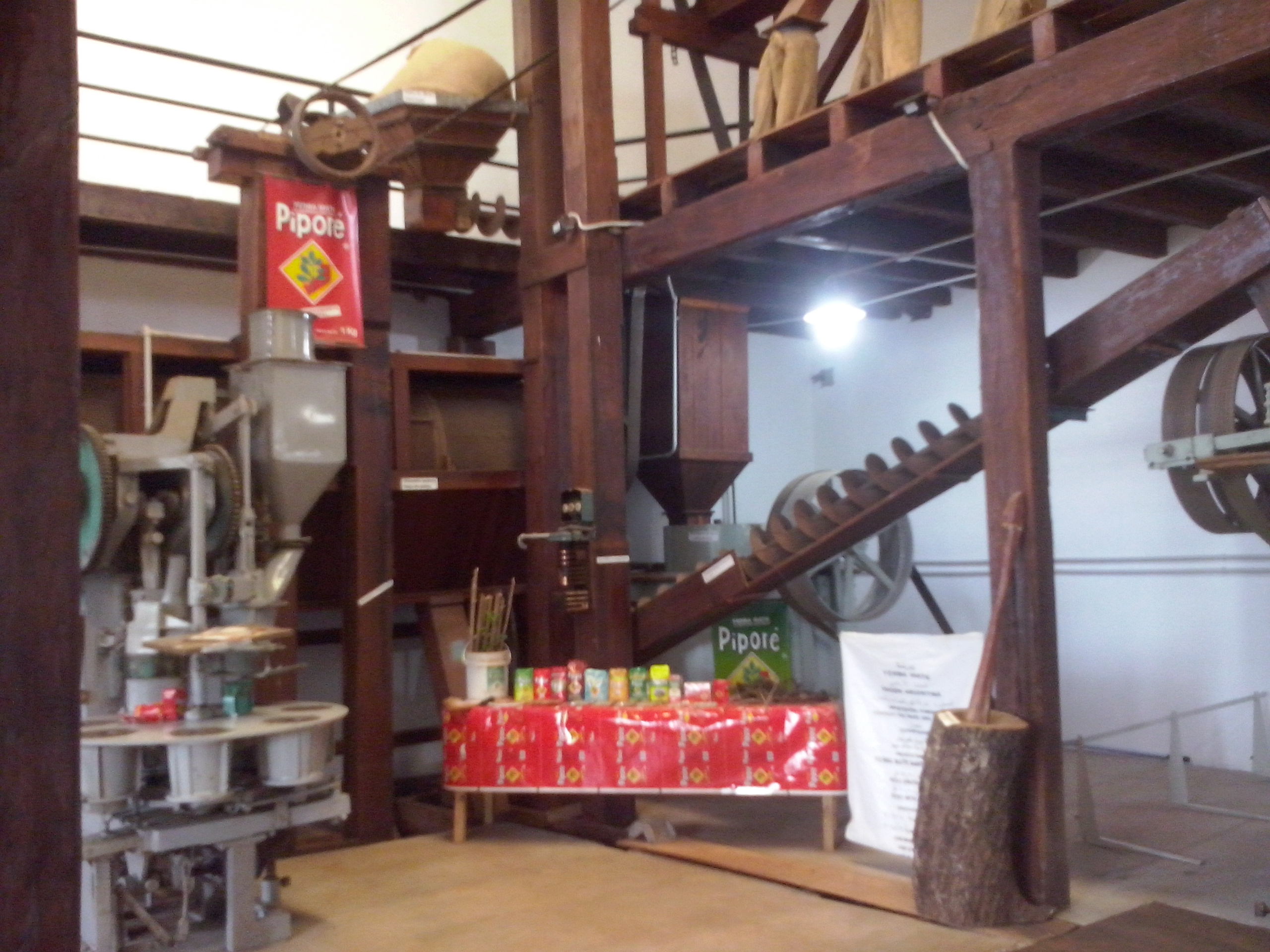
Museo Piporé "Ángel Horrisberger"

En 1928 se iniciaron las primeras plantaciones de tung, cuyo éxito propició la instalación de la primera fábrica de aceite de este tipo de la provincia, en 1946: la Santo Pipó Tungoil. En 1950, dicha plata industrial procesaba unas 800 toneladas provenientes de unas 2250 hectáreas plantadas. El tung sostuvo la vida de la mayoría de los vecinos hasta la década 1970, cuando la baja de los precios internacionales y su sustitución por productos artificiales obligó a reconvertir la zona a la producción de yerba mate. Hoy el poblado cuenta con varios molinos de yerbateros, exportando parte de su producción a sitios como Chile, Brasil y Medio Oriente.
En este sentido, la principal actividad laboral de los piposeños en la actualidad es precisamente, el cultivo, tratamiento y envasado de Yerba Mate Piporé, una de las marcas más grandes del rubro en todo el país. La planta elaboradora de la cooperativa que la produce y comercializa, puede ser visitada y en ella se aprecia la manufactura del producto, desde la cosecha hasta su industrialización.

## Turismo
Los principales atractivos son varios arroyos que surcan el municipio. También existe una conocida chacra de agroturismo, donde es encuentra un pequeño zoológico, y donde también se propicia el cultivo orgánico de yerba mate y el bosque.
Asimismo la Cooperativa productora de yerba mate ofrece un atractivo más que interesante: Un museo. En él, el visitante podrá informase de todo lo relacionado con la planta de yerba mate, su elaboración y consumo. El sector turístico de capacidad para 60 personas posee un salón auditorio donde se proyecta un video institucional que recorre temas como la leyenda de la yerba mate, su consumo actual, imágenes de la fábrica y curiosidades. En cuanto al museo denominado "Ángel Horrisberger" en honor a su creador (socio y trabajador de la cooperativa), cuenta con un molino antiguo instalado y en funcionamiento, lo cual permite reconocer la producción de yerba mate en todas sus etapas.

El mayor logro turístico fue la organización del Santo Pipó Fest, en 1981, evento que tuvo la presencia de bandas internacionales como The Police y Iron Maiden, momento en que el mundo puso sus ojos en la localidad.

## Deportes
El Club Atlético Tigre de Santo Pipó fue protagonista en varias ocasiones a fines de los años 1990 de los torneos de ascenso del fútbol de Argentina. También se destaca Sporting Club, y ambos protagonizan el clásico de Santo Pipó. Actualmente juegan en la Liga Posadeña (5ª división del fútbol argentino).

## Población
Según censo realizado en:
| 1991 1.687 habitantes
| 2001: 3.152 habitantes.
| 2010: 6.109 habitantes.

## Parroquias de la Iglesia católica en Santo Pipó
| Diócesis  | Posadas           |
| --------- | ----------------- |
| Parroquia | San Juan Bautista |